# Kaynaische Dörfer
Die Kaynaischen Dörfer waren eine Ansammlung mehrerer kursächsischer Dörfer zwischen dem Zeitzer Stiftsgebiet (späteres kursächsisches Amt Zeitz) und dem Herzogtum Sachsen-Altenburg (Kreisamt Altenburg). Sie gehörten bis 1815 als Exklaven zum kursächsischen Amt Borna. In Folge des Wiener Kongresses wurden sie an Preußen abgegeben und in die preußische Provinz Sachsen integriert.

## Geographische Lage
Die fünf Kaynaischen Dörfer liegen im heutigen Grenzgebiet der Bundesländer Thüringen und Sachsen-Anhalt nahe dem namengebenden, heute zu Zeitz gehörigen Ort Kayna. Dieser gehörte jedoch nicht zu den Kaynaischen Dörfern. Die Orte Naundorf, Tanna, Wernsdorf und Braunshain liegen heute im thüringischen Landkreis Altenburger Land und gehören zur Gemeinde Starkenberg bzw. im Fall von Braunshain zur Stadt Schmölln. Aufgrund ihrer Besitzgeschichte sind sie einige der wenigen Dörfer des Altenburger Lands, die historisch nicht zu Sachsen-Altenburg gehört haben. Penkwitz gehört heute zur Gemeinde Elsteraue im Burgenlandkreis (Sachsen-Anhalt).
In der Nähe der Kaynaischen Dörfer befanden sich zwei weitere Exklaven des kursächsischen Amts Borna, welche 1815 ebenfalls zur preußischen Provinz Sachsen kamen und heute ebenfalls im Burgenlandkreis liegen. Dies waren der heute zu Zeitz gehörige Ort Suxdorf und der heute zur Gemeinde Schnaudertal gehörige Ortsteil Hohenkirchen.

## Geschichte

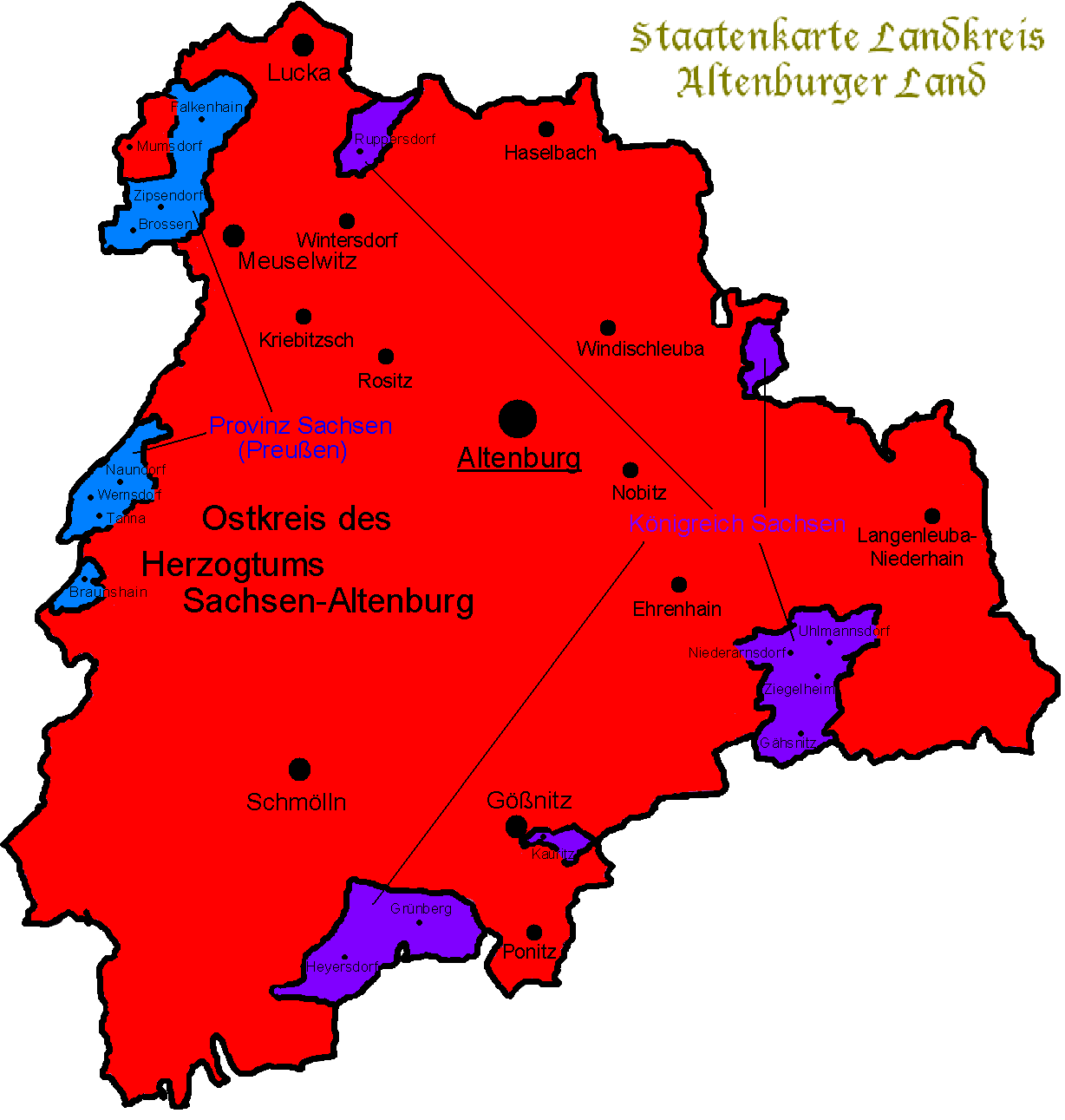
Staatenaufteilung des Altenburger Landes bis 1920

Der Ursprung der fünf Kaynaischen Dörfer Tanna, Wernsdorf, Naundorf, Penkwitz und Kleinbraunshain lag in der Zugehörigkeit zum Rittergut Kayna, wodurch sich auch der Name „Kaynaische Dörfer“ einbürgerte. Später gehörten die fünf Orte zum Rittergut Kleinbraunshain westlich von Altenburg. Zu dessen Besitz zählten neben Kleinbraunshain als zusammenhängendes Territorium die Dörfer Tanna, Wernsdorf und Naundorf, sowie das bei Meuselwitz liegende Penkwitz. Dieses Gebiet lag zwischen dem Zeitzer Stiftsgebiet und dem zum Herzogtum Sachsen-Altenburg gehörigen Amt Altenburg und unterlag der Verwaltung durch das kursächsische Amt Borna.
Durch die Verträge des Wiener Kongresses wurden die Kaynaischen Dörfer wie auch die benachbarten Exklaven Suxdorf und Hohenkirchen und das Amt Zeitz im Jahr 1815 an die neu gebildete preußische Provinz Sachsen abgetreten. Sie wurden 1816 dem Kreis Zeitz im Regierungsbezirk Merseburg der Provinz Sachsen zugeteilt, wodurch der Exklavenstatus endete.
Durch die zweite Kreisreform in der DDR kamen Naundorf, Tanna, Wernsdorf, Kleinbraunshain im Jahr 1952 zum Kreis Schmölln im Bezirk Leipzig, der seit 1990 zu Thüringen gehörte und 1994 im Landkreis Altenburger Land aufging. Penkwitz blieb hingegen beim Kreis Zeitz im Bezirk Halle und kam somit 1990 zum Land Sachsen-Anhalt und 1994 zum Burgenlandkreis.

## Zugehörige Orte
| Ort                        | heutige Ortszugehörigkeit           |
| -------------------------- | ----------------------------------- |
| Naundorf, Tanna, Wernsdorf | Gemeinde Starkenberg (Thüringen)    |
| Braunshain                 | Stadt Schmölln (Thüringen)          |
| Penkwitz                   | Gemeinde Elsteraue (Sachsen-Anhalt) |